# Threads (RMI)
Threads is een studioalbum van Radio Massacre International. Het werd net als voorloper en volger uitgegeven in 2013 en zag met vijf voorgangers een gezamenlijke release. Het was al een tijdje stil rond de band en ze leek van de aardboden verdwenen, toen er een zestal albums tegelijkertijd verscheen. Het leek alsof de band totaal vergeten was dat er af en toe een release moest komen. Zowel de studio- als de livealbums kwamen uit op hun eigen Northern Echoes-platenlabel, hetgeen inhoudt dat hun contract met een officieel platenlabel ten einde was gekomen. 

## Musici
- Steve Dinsdale - toetsen en slagwerk;
- Duncan Goddard - toetsen en basgitaar;
- Gary Houghton - toetsen en gitaar.

## Muziek
| Nr. | Titel                                 | Duur  |
| --- | ------------------------------------- | ----- |
| 1.  | The second sun                        | 29:46 |
| 2.  | Dusty Rhodes/return to Zabrieki Point | 19:37 |
| 3.  | Project 4.1                           | 18:29 |